# Egon Piechaczek
Egon Piechaczek (* 16. November 1931 in Chorzów; † 23. Oktober 2006 in Kaiserslautern) war ein polnischer Fußballspieler und -trainer.
Piechaczek begann seine Karriere bei AKS Chorzów, für die er bis 1951 spielte. Bekannt wurde er als Bundesligatrainer von Arminia Bielefeld im Zuge des Bundesligaskandals von 1970/71. Am 21. Dezember 1971 wurde ihm wegen seiner Beteiligung am Bundesligaskandal beim DSC Arminia gekündigt, nachdem er im Pokalspiel gegen den MSV Duisburg am 4. Dezember 1971 das letzte Mal auf der Trainerbank saß.
Als Strafe bekam er am 15. April 1972 eine Sperre auf Lebenszeit, wurde jedoch am 1. April 1975 begnadigt.

## Stationen als Spieler
- bis 1951 AKS Chorzów
- 1951–1953 Wawel Kraków
- 1954 AKS Chorzów
- 1954 Legia Warschau
- 1955–1956 Wawel Kraków
- 1957–1959 Ruch Chorzów
- 1960–1961 Odra Opole
- 1963–1964 FSV Frankfurt

## Stationen als Trainer
- März 1968–Mai 1969: 1. FC Kaiserslautern
- November 1969–Dezember 1971: Arminia Bielefeld
- 1975–1976: Hammer SpVg
- 1978–1980: PAOK Saloniki
- 1983–1984: Panionios Athen
- 1986–1987: Apollon Limassol